# Wangen (Glagah)
Wangen is een bestuurslaag in het regentschap Lamongan van de provincie Oost-Java, Indonesië. Wangen telt 1247 inwoners (volkstelling 2010).